# گورستان گوچاک
گورستان گوچاک مربوط به اواخر هزاره دوم - اوایل هزاره دوم است و در شهرستان سیاهکل، بخش دیلمان، دهستان پیرکوه، روستای گیلارکش واقع شده و این اثر در تاریخ ۱۲ دی ۱۳۸۶ با شمارهٔ ثبت ۲۰۴۴۴ به‌عنوان یکی از آثار ملی ایران به ثبت رسیده‌است.